# Johnny Valentine (worstelaar)
John Theodore Wisniski (Washington D.C., 22 september 1928 - River Oaks (Texas), 24 april 2001), beter bekend als Johnny Valentine, was een professioneel worstelaar. Hij was drie decennia lang actief in het worstelwereld en was de vader van John Wisniski Jr. (Greg "The Hammer" Valentine).

## In worstelen
- Finishers
  - The Brainbuster

- Signature moves
  - Flying elbow
  - Vertical suplex

- Bijnaam
  - "Handsome"

## Kampioenschappen en prestaties
- All Japan Pro Wrestling
  - NWA International Tag Team Championship (1 keer met Killer Karl Krupp)
  - NWA United National Championship (1 keer)

- Capitol Wrestling Corporation / World Wide Wrestling Federation
  - NWA United States Tag Team Championship (3 keer; 1x met Buddy Rogers, 1x met Bob Ellis en 1x met Dr. Jerry Graham)
  - WWWF United States Tag Team Championship (1 keer met Tony Parisi)

- Championship Wrestling from Florida
  - NWA Brass Knuckles Championship (1 keer)
  - NWA Florida Heavyweight Championship (3 keer)
  - NWA Southern Heavyweight Championship (1 keer)
  - NWA Southern Tag Team Championship (1 keer met Boris Malenko)

- IHW Entertainment
  - Hall of Fame (Class of 2010)

- International Wrestling Association (Chicago)
  - IWA International Heavyweight Championship (1 keer)

- International Wrestling Association (Montréal)
  - IWA International Heavyweight Championship (1 keer)

- Maple Leaf Wrestling
  - NWA International Tag Team Championship (5 keer; 1x met Bulldog Brower, 1x met The Beast, 1x met Jim Hady en 2x met Whipper Billy Watson)
- NWA United States Heavyweight Championship (7 keer)

- Mid-Atlantic Championship Wrestling
  - NWA Mid-Atlantic Heavyweight Championship (2 keer)
  - NWA United States Heavyweight Championship (1 keer)

- Mid-South Sports
  - NWA Georgia Heavyweight Championship (2 keer)

- NWA Detroit
  - NWA United States Heavyweight Championship (3 keer)
  - NWA United States Television Championship (3 keer)

- NWA Los Angeles
  - NWA "Beat the Champ" Television Championship (1 keer)

- NWA Mid-Pacific Promotions
  - NWA Hawaii Tag Team Championship (1 keer met Ripper Collins)

- NWA Minneapolis Wrestling and Boxing Club
  - NWA World Tag Team Championship (1 keer met Chet Wallick)

- NWA Western States Sports
  - NWA North American Heavyweight Championship (1 keer)

- National Wrestling Federation
  - NWF Heavyweight Championship (2 keer)
  - NWF North American Heavyweight Championship (2 keer)

- Pro Wrestling Illustrated
  - PWI Most Inspirational Wrestler of the Year (1973)
  - PWI Stanley Weston Award (2001)

- Professional Wrestling Hall of Fame and Museum
  - (Class of 2006)

- Southwest Sports, Inc./NWA Big Time Wrestling
  - NWA Brass Knuckles Championship (2 keer)
  - NWA American Heavyweight Championship (1 keer)
  - NWA American Tag Team Championship (3 keer; 2x met Wahoo McDaniel en 1x met Thunderbolt Patterson)
  - NWA Texas Heavyweight Championship (8 keer)
  - NWA Texas Tag Team Championship (1 keer met Rip Rogers)
  - NWA United States Heavyweight Championship (1 keer)

- St. Louis Wrestling Club
  - NWA Missouri Heavyweight Championship (1 keer)

- Stampede Wrestling
  - NWA Canadian Heavyweight Championship (2 keer)
  - Stampede Wrestling Hall of Fame

- St. Louis Wrestling Hall of Fame
  - (Class of 2007)

- Wrestling Observer Newsletter awards
  - Wrestling Observer Newsletter Hall of Fame (Class of 1996)